# Zoran Lukić
Zoran Lukić (* 27. November 1956 in Sarajevo, SFR Jugoslawien, heute Bosnien und Herzegowina) ist ein ehemaliger jugoslawischer Fußballspieler, der mittlerweile als Trainer tätig ist. Mit Djurgårdens IF errang er mehrere nationale Titel in Schweden.

## Werdegang

### Spielerkarriere
Lukić begann seine Karriere im Erwachsenenbereich beim FK Sarajevo in seiner Heimatstadt. An der Seite von Spielern wie Safet Sušić, Ante Rajković, Mirza Kapetanović, Edhem Šljivo, Predrag Pašić oder Husref Musemić lief er nach seinem Debüt in der Spielzeit 1973/74 in den folgenden Jahren in der höchsten jugoslawischen Spielklasse auf. In der vor allem von serbischen und kroatischen Mannschaften dominierten Meisterschaft spielte der Klub Mitte der 1970er Jahre teilweise gegen den Abstieg in die Zweitklassigkeit. Gegen Ende des Jahrzehnts erstarkte die Mannschaft aus Sarajevo und erlebte eine zweite erfolgreiche Periode in der Vereinsgeschichte, als nach einem vierten Tabellenplatz in der Spielzeit 1978/79 in der folgenden Spielzeit hinter FK Roter Stern Belgrad die Vizemeisterschaft erspielt wurde. In den anschließenden Spielzeiten zog der Klub mehrfach in den Europapokal ein und erreichte 1983 das Pokalendspiel. Bei der 2:3-Finalniederlage gegen Dinamo Zagreb kam Lukić unter Trainer Boško Antić jedoch nicht zum Einsatz.
Nachdem Lukić die seinerzeit in den Ligen der kommunistischen Staaten übliche Altersgrenze für einen Auslandswechsel überschritten hatte, verließ er sein Heimatland und schloss sich im Frühjahr 1983 zur zweiten Saisonhälfte dem österreichischen Klub SC Neusiedl am See an. In der Bundesliga spielte er mit dem Aufsteiger gegen den direkten Wiederabstieg, wobei er mit acht Saisontoren entscheidend zum Klassenerhalt beitrug. Nach knapp einer weiteren Halbserie in der Spielzeit 1983/84 wechselte er im November 1983 zum Ligarivalen Favoritner AC. An der Seite von Peter Burgstaller, Alberto Martínez, Elio Fortunato und Andreas Reisinger belegte er mit dem Klub am Ende der Spielzeit den letzten Nicht-Abstiegsplatz.
Im Dezember 1984 kehrte er dem Klub den Rücken, um anschließend nach Jugoslawien zurückzukehren. Neuer Klub wurde KF Prishtina, ehe er ab Ende der 1980er Jahre beim unterklassigen schwedischen Klub Nykvarns IF bis 1991 seine Karriere ausklingen ließ.

### Trainerkarriere
Ab 1989 bedeckte Lukić bei Nykvarns IF das Amt eines Spielertrainers. Nachdem er 1991 seine Fußballschuhe an den Nagel gehängt hatte, schloss er sich dem Stockholmer Klub Djurgårdens IF an. Dort arbeitete er zunächst als Nachwuchstrainer und erreichte mit der Nachwuchsmannschaft 1998 die schwedische Vizemeisterschaft. Im Laufe der Allsvenskan-Spielzeit 1999 rutschte die vom Trainerduo Michael Andersson und Peter Grim betreute Erstligamannschaft in den Abstiegskampf der Allsvenskan, so dass die Vereinsführung einen Trainerwechsel vornahm und Lukić zusammen mit Sören Åkeby als neuem Trainerduo die Verantwortung für die Mannschaft übergab. Zwar misslang als Tabellenletzter der Klassenerhalt, in der anschließenden Zweitligasaison führten das Trainerteam den Klub als Zweitligameister vor Malmö FF und Mjällby AIF zurück in die Erstklassigkeit. Hier setzten die beiden ihre Arbeit erfolgreich fort und gewannen mit der Mannschaft um Kim Källström, Andreas Johansson, Louay Chanko und Mikael Dorsin nach der Vizemeisterschaft im ersten Jahr hinter dem Ortsrivalen Hammarby IF in der Spielzeit 2002 das Double aus Meisterschaft und Landespokal. Auch im Folgejahr reihte er sich in die Liste der Meistertrainer ein, als er mit sieben Punkten Vorsprung auf Hammarby IF mit der Mannschaft den Meistertitel verteidigte.
Nachdem Lukić ab Januar 2004 als Trainer alleinverantwortlich war, beschloss die Vereinsführung von Djurgårdens IF im Angesicht des Erfolges eine Umstrukturierung der Verantwortlichkeiten hinsichtlich Mannschaftsführung. Nach einem mäßigen Saisonstart und der Diskussionen um die Neuorientierung innerhalb des Klubs entschied sich Lukić im Juli zum Rücktritt. Als Nachfolger präsentierte der Klub Kjell Jonevret, dem Stefan Rehn assistierte.
Vor Beginn der Spielzeit 2005 übernahm Lukić als Nachfolger von Jukka Ikäläinen das Training beim Göteborger Klub Örgryte IS. In seinem ersten Trainerjahr führte er die Mannschaft auf den neunten Tabellenrang, ehe sie zu Beginn des folgenden Jahres in Abstiegsgefahr geriet. Daraufhin entließ ihn der Klub Mitte Mai 2006 und ersetzte ihn durch Sören Börjesson. Nächste Station war Qviding FIF. Den Zweitligaabsteiger führte er in der Drittligaspielzeit 2007 als Staffelsieger im Süden vor Ängelholms FF zurück in die zweite Liga. Daraufhin wurde sein Vertrag im Oktober des Jahres verlängert.
Nachdem seine ehemalige Trainerstation Djurgårdens IF in der Erstliga-Spielzeit 2008 in Abstiegsgefahr geraten war, erinnerte man sich beim Klub an die Erfolge unter Lukić. In einem Trainerduo mit Andrée Jeglertz sollte er den Klub wieder zu alter Stärke führen und wurde daher im Dezember 2008 von Qviding FIF abgeworben. Der Aufschwung blieb jedoch aus, so dass Lukić nach einem halben Jahr seinen Posten wieder abgab. Im September des Jahres kehrte er zu Qviding FIF zurück, um dort als Teil eines Trainerteams zu arbeiten. Nach dem Ende der Saison am Ende des Jahres war aber hier auch schon wieder Schluss.
Es folgte lange nichts, dann stieg er beim Syrianska FC von Anfang 2015 bis August 2016 als Leiter der Nachwuchsabteilung ein. Daran anschließend wirkte er bis zum Ende des Jahres als Trainer beim Ljungskile SK. Danach folgten wieder einmal ein paar Jahre ohne Posten, bis er fast über das gesamte Jahr Trainer bei Rotebro IS war. Seit Dezember 2019 ist er nun Trainer beim Sundbybergs IK.